# St. Martin (Syrgenstein-Staufen)

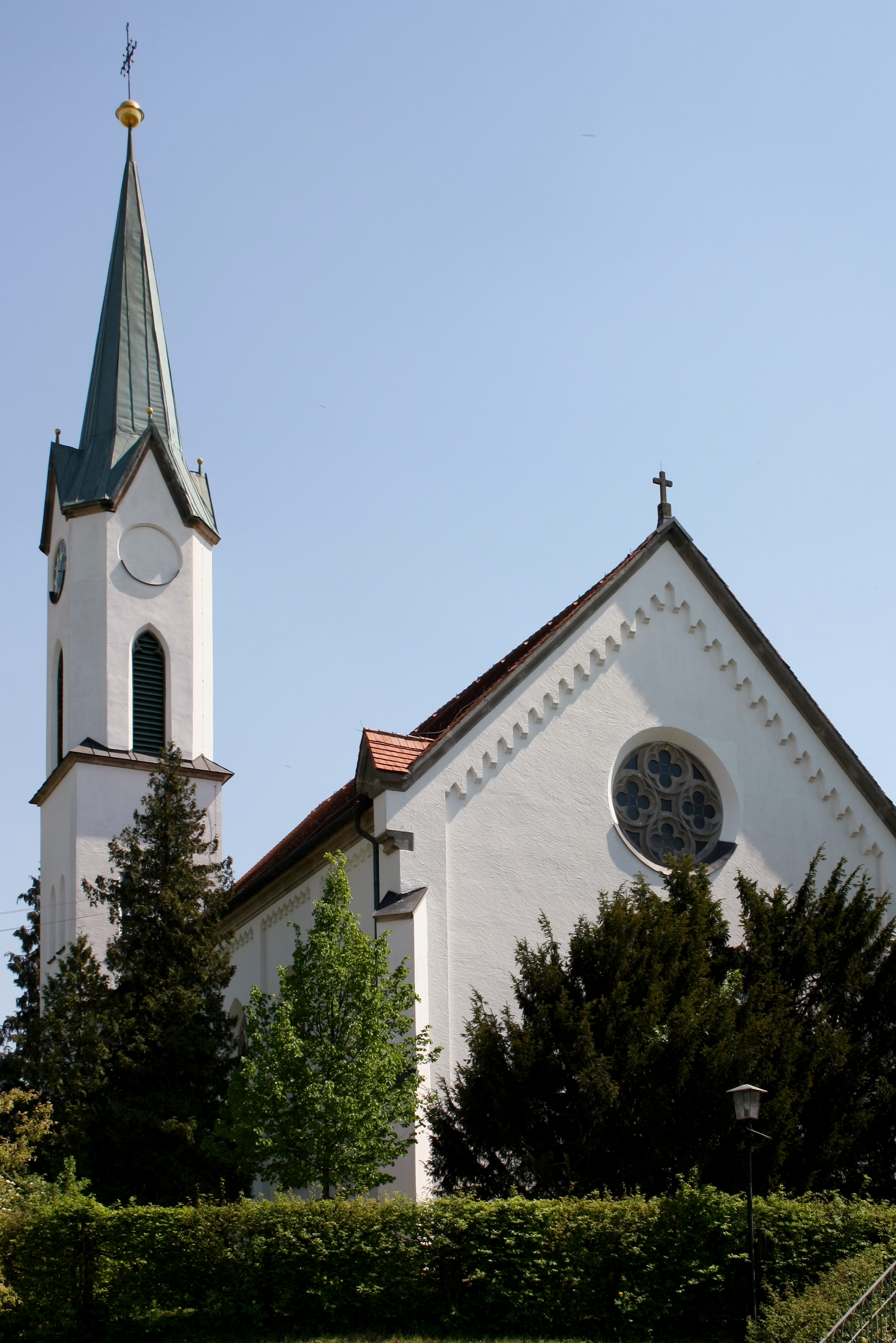
St. Martin in Staufen

Die katholische Pfarrkirche St. Martin in Staufen, einem Ortsteil der Gemeinde Syrgenstein im Landkreis Dillingen an der Donau im bayerischen Regierungsbezirk Schwaben, wurde Ende des 19. Jahrhunderts an der Stelle von Vorgängerbauten, die bis in fränkische Zeit zurückreichen, errichtet.

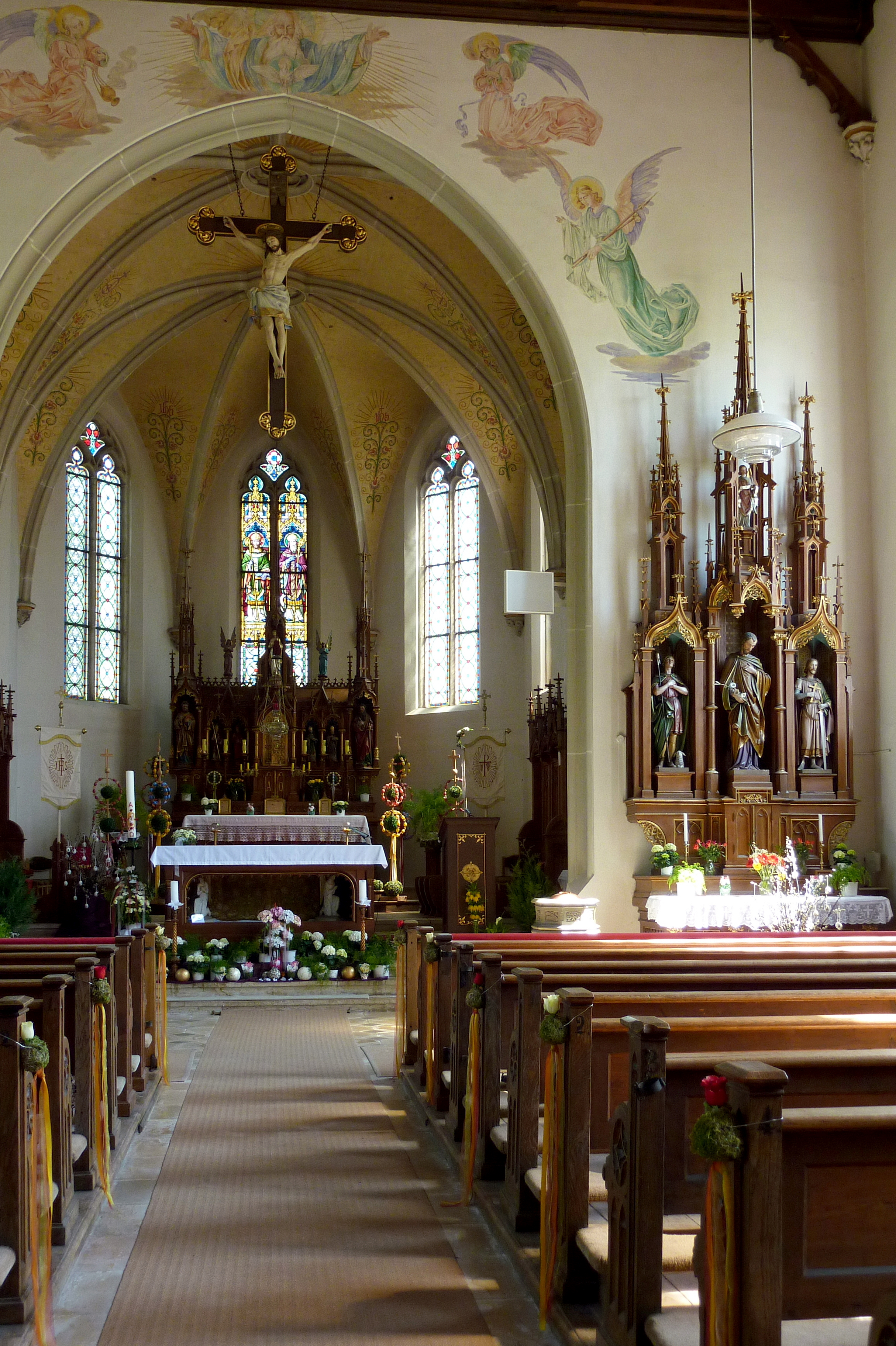
Innenraum mit Blick zum Chor

## Geschichte
Die alte, dem heiligen Martin von Tours geweihte Kirche gehörte vermutlich zu einem fränkischen Reichsgut. Unter dem Pfalzgraf Ottheinrich wurde 1552 die Reformation eingeführt und Staufen blieb bis 1616 protestantisch. Nach der Rekatholisierung wurde die Pfarrei bis 1655 durch den Pfarrer von Zöschingen mitbetreut. 1879 musste der Kirchturm wegen Baufälligkeit abgetragen werden und 1892 wurde die Kirche abgebrochen. 1892/93 errichtete man nach den Plänen des Baumeisters Steiff aus Giengen die heutige Kirche im Stil der Neugotik.
Bei den Bauarbeiten entdeckte man ein romanisches Blattkelchkapitell, den Sockelstein einer korinthischen Säulenbasis, Reste eines gotischen Altars, Teile eines Wandgemäldes und einen Spitzbogen mit der Jahreszahl 1618. Wahrscheinlich wurde die alte Kirche in diesem Jahr erweitert oder erneuert.

## Architektur
Im nördlichen Chorwinkel erhebt sich der Turm, der mit einem Spitzhelm gedeckt ist. Die vorletzte Etage ist von spitzbogigen Klangarkaden durchbrochen. Auf dem obersten Stockwerk wechseln sich kreisförmige Blendfelder mit Rundfenstern ab.
Das Langhaus ist einschiffig. Ein spitzbogiger Chorbogen öffnet sich zum eingezogenen, polygonalen Chor, der wie das Langhaus von einem neugotischen Kreuzrippengewölbe gedeckt ist. Den westlichen Abschluss bildet eine auf vier Holzpfosten aufliegende Empore mit holzgeschnitzter Brüstung.

## Ausstattung

### Bleiglasfenster

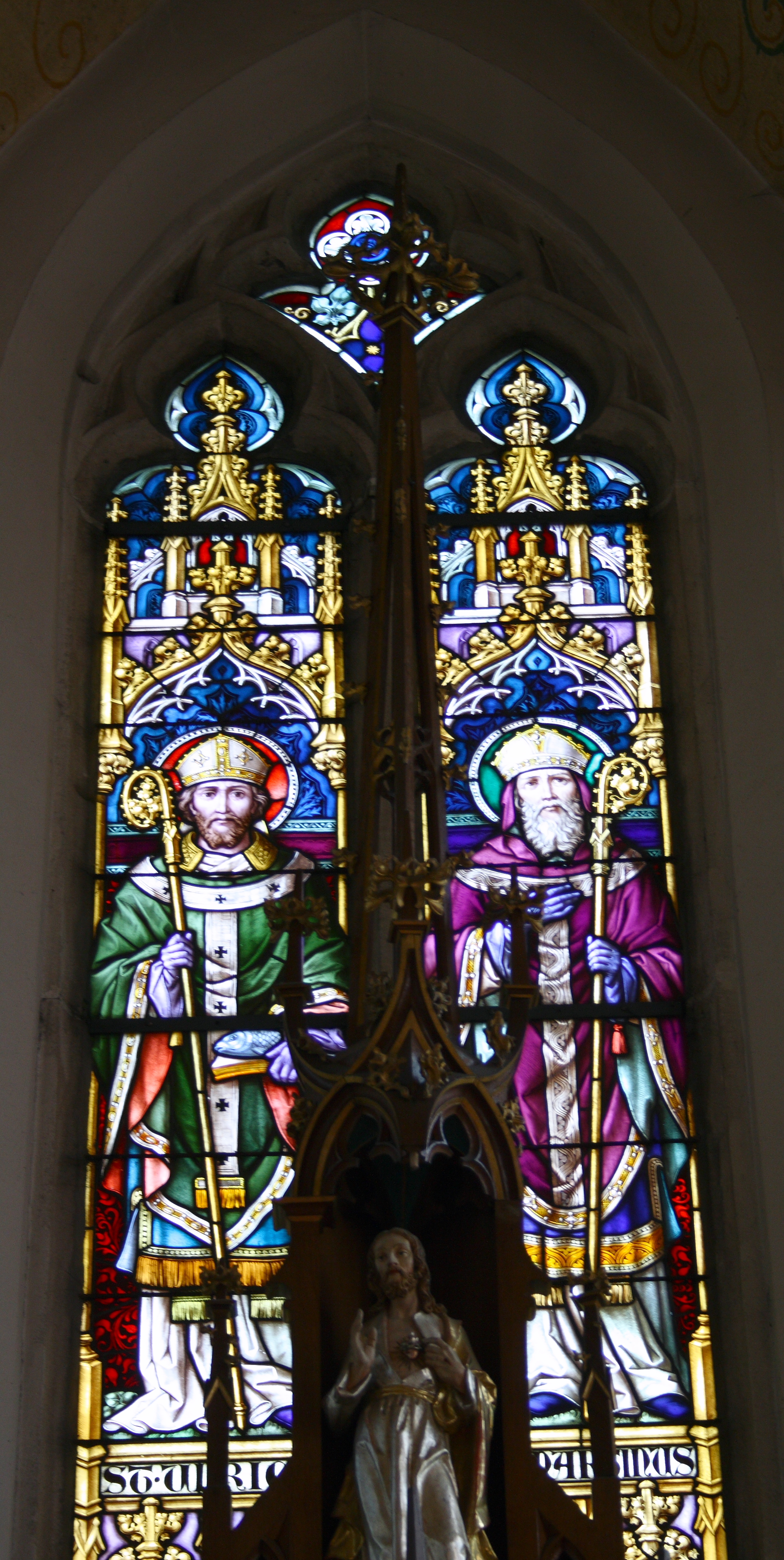
Heiliger Martin und Heiliger Ulrich

Die Wände von Chor und Langhaus sind von großen Spitzbogenfenstern durchbrochen. Die Bleiglasfenster im Chor stellen den Schutzpatron der Kirche, den heilgen Martin, und den Patron des Bistums Augsburg, den heiligen Ulrich, dar. Die Fenster im Langhaus sind mit Blüten- und Blattdekor gestaltet.

### Orgel
1975 erhielt die Kirche eine neue Orgel, die von Orgelbau Sandtner als Opus 42 gebaut und auf der Empore im hinteren Teil der Kirche aufgestellt wurde. Ihr Umfang beschränkt sich auf neun Register auf einem Manual und Pedal.

### Weiteres
- Die Holzskulptur der Muttergottes auf dem nördlichen Seitenaltar stammt von 1480 und wird einer schwäbischen Werkstatt zugeschrieben.
- Das Kruzifix unter dem Chorbogen wird in die erste Hälfte des 18. Jahrhunderts datiert.
- Im westlichen Vorraum der Kirche befinden sich Epitaphe mit den Wappen der Familien von Westerstetten und von Syrgenstein.